# チョン・ウンジ
チョン・ウンジ（漢字: 鄭 恩地、ハングル: 정 은지、ラテン翻字: Jeong Eun-ji、1993年8月18日 - ）は、韓国・釜山広域市（出生時は釜山直轄市）出身の歌手、女優。本貫は東萊鄭氏。女性グループApinkのメインボーカルを担当している。

## 人物・生い立ち
釜山広域市海雲台区所在の新栽小学校、栽松女子中学校を経て東萊区所在の恵花女子高等学校を卒業。
8歳下の弟がいる。中学校在学中にチョン・ヘリムから現在のチョン・ウンジへと改名した。
子どもの頃から歌うことが好きで、2004年にはKBS釜山の童謡コンクールに出場し優勝している。イ・ジョンヒョンに憧れ、歌手になることを夢見ていたが、ボーカルトレーナーという職業がある事を知り、歌手になるまではボーカルトレーナーを目指していた。
愛嬌たっぷりによく笑い、明るくサバサバした性格である。

## 略歴

### 歌手として

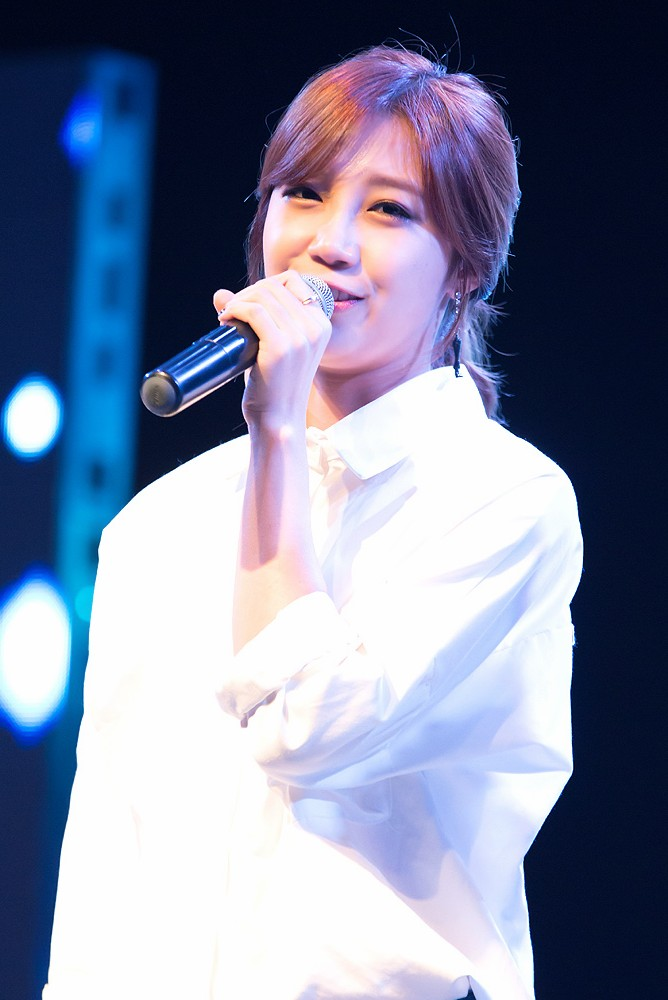
2014年のチョン・ウンジ

アイドルの枠を超え、K-POPでもトップクラスとの呼び声高い歌唱力を持ち、低音から高音まで音域が広く伸びのある歌声が特徴。
2011年、通っていた音楽学院の勧めで所属事務所のオーディションを受け、ずば抜けた歌唱力を披露すると、デビュー前のApinkのメインボーカルに抜擢され最後のメンバーとしてグループに加入。ダンスの経験もなかったが、練習生としての期間も無くわずか2か月のトレーニングを受け、同年4月にApinkとしてデビューを果たした。
以降グループ活動は「Apink」のページを参照。
2012年、ホワイトデーに合わせBEASTのヤン・ヨソプとデュエット曲『LOVE DAY』をリリースすると、ヒットチャートの上位にランクインする。
同年、初主演したドラマ『応答せよ1997』でカップル役を演じたソ・イングクとドラマのテーマ曲『All for you』と『私たちの愛、このまま』をデュエットで披露するとドラマ同様ヒットし、『All for you』はビルボードのK-POPチャートで3週連続1位を獲得するなど各音楽チャートで1位を記録。ガオンチャートミュージックアワードやMnet Asian Music Awardsなど音楽の賞も席巻する。
2013年、ホ・ガクとデュエット曲『短い髪』をリリース。ホ・ガクとはその後も2014年に『もうケンカは辞めよう』、2019年に『別れはいつもそんな風に』とデュエットを披露している。
2014年、SBSドラマ『スリーデイズ〜愛と正義〜』のOSTにソロで初めて参加する。
2016年にはミニアルバム『Dream』を発売しソロ歌手としてデビュー。作詞作曲も手掛けたソロデビュー曲『空マワリ(Hopefully Sky)』が韓国8大音源サイトの週間チャート1位を獲得するなど、シンガーソングライターとしての実力も発揮した。2017年、ソウルで初単独公演「屋根部屋」を開催すると発売開始わずか5分でチケットが完売。2018年には初の単独日本公演、2019年には台湾と香港で初の単独アジアツアーを成功させた。
2020年7月、4枚目のソロアルバム『Simple』のリリースし、初の単独オンラインコンサートを開催した。

### 俳優として

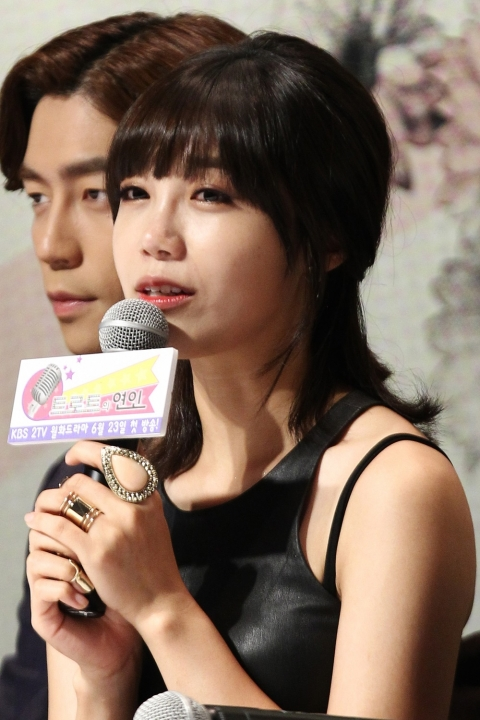
『トロットの恋人』制作発表

2012年、tvNのテレビドラマ『応答せよ1997』で主人公ソン・シウォン役を演じ女優デビューを果たす。ウンジは高校卒業まで釜山に住んでいたため釜山の訛りが強く、デビューしてからはこの訛りがハンデキャップであったが、この作品で演じたシウォンも釜山出身で方言を喋る役だったため、オーディションで自然体な姿を監督に見せ役を勝ち取る。初挑戦とは思えぬ生き生きとした演技で高い評価を得ると、第49回百想芸術大賞テレビ番組部門新人演技賞（女優）を受賞。ドラマは社会現象を起こすヒットとなり、ウンジと同じくまだ新人俳優だった相手役のソ・イングクと共にブレイクを果たす。
同年11月、『LEGALLY BLONDE』でミュージカルに初挑戦。
2013年にSBSの『その冬、風が吹く』で地上波のテレビドラマに進出し、SBS演技大賞 ニュースター賞を受賞する。12月にはアニメーション映画『Saving Santa（邦題「サンタを救え!〜クリスマス大作戦〜」）』で韓国版吹き替えを務め、共演のEXOスホとともに劇中歌も歌った。
2014年に『トロットの恋人』で地上波初主演を務め、トロット歌手として成長するヒロインを演じた。2015年、チアリーディングを題材にした青春学園ドラマ『恋にチアアップ!』でも主演を務めた。
2017年、ドラマ『アンタッチャブル』で検事役に挑戦し、2019年にはホラー映画『0.0MHz』でスクリーン主演デビューを果たすなど、今までの明るいイメージとは違う役どころにも挑戦している。
2020年に公演が予定されていたものの新型コロナウイルスの影響で延期になっていたミュージカル『グレートコメット』が2021年3月から5月にかけて上演され、主演を務めた。
アイドル出身でありながら演技力が高く評価され、2015年にはポータルサイトNAVERが行った「最高の演技派アイドルは誰?」というアンケートで11万を超える投票の中から女性部門の第1位に選ばれた。デビュー作となった『応答せよ1997』の製作陣は、ウンジはすごく頭がよく臨機応変だと評し、10 Asiaの記者パク・スジョンは「演じるキャラクターを全てチョン・ウンジ化している」とコメントしている。

## 音楽活動

### ミニアルバム
| # | タイトル                             | 収録曲 |
| - | ------------------------------------ | --- |
| 1 | Dream 発売日：2016年4月16日          | 1. 하늘바라기（→空に願う） (feat. 하림) 2. 사랑은 바람처럼 （→愛は風のように） 3. It's OK 4. Home 5. 사랑이란（→愛とは） 6. 하늘바라기（→空望む） (Piano Ver.)                                                             |
| 2 | 공간（→空間） 発売日：2017年4月10日  | 1. 너란 봄 （→あなたという春） (feat. 하림) 2. 처음 느껴본 이별 （→初めて感じた別れ） (feat. 곽진언) 3. 소녀의 소년 （→少女の少年） 4. 서울의 달 （→ソウルの月） 5. 너란 봄 （→あなたという春） (Piano Ver.)               |
| 3 | 혜화（→暳花） 発売日：2018年10月17日 | 1. 별 반짝이는 꽃을 위해 （→星に輝く花のために） 2. 어떤가요 （→どうしてる？） 3. 계절이 바뀌듯 （→季節が変わったように） 4. 상자 （→箱） 5. 신경쓰여요 （→気になります） 6. B 7. 김비서 （→キム秘書） 8. 새벽 （→夜明け） |
| 4 | Simple 発売日：2020年7月15日         | 1. Simple is the best 2. AWay 3. 후(Whoo) 4. 두고 왔나 봐요（→置いてきたみたい） 5. 보습의 중요성（→保湿の重要性） 6. 느리게 가는 세상（→ゆっくり進む世界）                                                                |

### デジタルシングル
| #  | タイトル                                                 | 収録曲                                                                               |
| -- | -------------------------------------------------------- | ------------------------------------------------------------------------------------ |
| 1  | 'A CUBE' FOR SEASON # GREEN 発売日：2012年3月14日        | 1. LOVE DAY (with ヤン・ヨソプ) 2. LOVE DAY (B2UTY Ver.) 3. LOVE DAY (PANDA Ver.)    |
| 2  | 応答せよ1997 Love Story Part 1 発売日：2012年8月28日     | 1. All For You (with ソ・イングク) 2. All For You (Inst.)                            |
| 3  | 応答せよ1997 Love Story Part 2 発売日：2012年9月4日      | 1. 우리 사랑 이대로（→私たちの愛、このまま） (with ソ・イングク)                     |
| 4  | 'A CUBE' FOR SEASON # WHITE 発売日：2013年1月3日         | 1. 일년전에（→一年前） (with チャン・ヒョンスン、キム・ナムジュ) 2. 일년전에 (Inst.) |
| 5  | 'A CUBE' FOR SEASON # BLUE 発売日：2013年5月31日         | 1. 짧은머리（→短い髪） (with ホ・ガク)                                               |
| 6  | スリーデイズ OST Part 2 発売日：2014年3月5日             | 1. 그대라구요（→あなたです） 2. 그대라구요 (Inst.)                                   |
| 7  | 'A CUBE' FOR SEASON # SKY BLUE 発売日：2014年7月8日      | 1. 이제 그만 싸우자（→喧嘩はもうやめよう） (with ホ・ガク)                           |
| 8  | タンタラ OST Part 6 発売日：2016年5月19日                | 1. 사랑 앞에서（→愛の前） 2. 사랑 앞에서 (Inst.)                                     |
| 9  | 「PLAN A」FIRST EPISODE 発売日：2016年7月21日            | 1. 바다（→海） (with ホ・ガク)                                                       |
| 10 | 力の強い女 ト・ボンスン OST Part 1 発売日：2017年2月25日 | 1. 그대란 정원（→あなたという庭園） 2. 그대란 정원 (Inst.)                           |

### フィーチャリング
- 2013年2月5日：ホ・ガク「little giant」- 헤어질걸 알기에 （→別れるのをわかっているから）
- 2013年8月19日：カン・ホドン 「SBS 裸足の友人 My Story My Song」 - 1분 전 （→1分 前）
- 2016年8月18日 ハネ 「여름, 아이스크림」- 여름, 아이스크림 （→夏, アイスクリーム）
- 2016年11月2日 MCモン 「U.F.O」- 널 너무 사랑해서 （→あなたをとても愛してるから）

### 参加曲
| # | タイトル                                                  | 収録曲                                                           |
| - | --------------------------------------------------------- | ---------------------------------------------------------------- |
| 1 | SBS歌謡大祭典 2015 limited edition 発売日：2015年12月28日 | 1. 난 괜찮아 （→私は大丈夫） (with. ルナ. Ailee. ソラ)           |
| 2 | SBS人気歌謡 Music Crush part 1 発売日：2016年11月6日      | 1. 내가 예뻐진 이유 （→私が綺麗になった理由） (with. Ben,ジヒョ) |

## 作詞・作曲
- 2015年 「새끼손가락 (Apink)」（→Promise U / 小指） (作詞·作曲)
- 2016年 「하늘바라기 (ウンジ)」（→空に願う） 
(作詞·作曲)
- 2017年 「소녀의 소년 (ウンジ)」（→少女の少年）「서울의 달 (ウンジ)」（→ソウルの月） (作詞)

## 出演

### テレビ
- クライムシーン（2017年、JTBC）
- スミ山荘（2021年、KBS2）

### テレビドラマ
- 応答せよ1997（2012年、tvN） - 主演：ソン・シウォン役
- その冬、風が吹く（2013年、SBS） - ムン・ヒソン役
- 応答せよ1994（2013年、tvN） - ソン・シウォン役（特別出演）
- トロットの恋人（朝鮮語版）（2014年、KBS2） - 主演：チェ・チュニ役
- 恋にチアアップ!（朝鮮語版）（2015年、KBS2） - 主演：カン・ヨンドゥ役
- アンタッチャブル（朝鮮語版）（2017年、JTBC） - ソ・イラ役
- コンビニのセッピョル（2020年、SBS） - ジョンウン役（特別出演）
- 酒飲みの都心の女たち（2021年、TVING） - 主演：カン・ジグ役
- ブラインド（2022年、tvN） - チョ・ウンギ役
- Missナイト & Missデイ（2024年、JTBC） - 主演：イム・スン/イ・ミジン役

### ミュージカル
- LEGALLY BLONDE（2012年-2013年） - エル・ウッズ役
- フルハウス（2014年）ハン・ジウン役
- グレートコメット（2021年） - ナターシャ 役

### 映画
- アニメ映画「Saving Santa」（2013年） - シャイニー役
- 0.0MHz（朝鮮語版）（2019年） - 主演・ソヒ 役

### ミュージックビデオ
- 「LOVE DAY」(with ヤン・ヨソプ)（2012年）
- 「All For You」(with ソ・イングク)（2012年）
- 「우리 사랑 이대로(私たちの愛、このまま)」(with ソ・イングク)（2012年）
- 「일년전에(一年前に)」 (with チャン・ヒョンスン、キム・ナムジュ)（2013年）

### ラジオ番組
- チョン・ウンジの歌謡広場（2019年7月 -、KBS COOL FM）[43]

### 広告
- コカコーラ　ファンタ（2013年）
- MILLET MLIMMITED（2014年）
- PUMA（2018年）

### 広報大使
- 2014ITU全権会議 広報大使（2014年）[44]
- 第10期幸福共感奉仕団広報大使（2017年）[45]

## 受賞歴
- 第49回百想芸術大賞 テレビ番組部門新人演技賞（『応答せよ1997』）
- 第1回APAN Star Awards
  - ライジングスター賞（『応答せよ1997』）
  - ベストカップル賞（『応答せよ1997』）
  - ベストOST賞（『All for you』/応答せよ1997）
- 第6回コリアドラマフェスティバル ベストカップル賞（『応答せよ1997）
- 2012 スタイルアイコンアワード STYLE ICON賞（『応答せよ1997』）
- Mnet Asian Music Awards ベストOST賞（『All For You』/『応答せよ1997）
- ガオンチャートミュージックアワード 今年の歌手賞・9月（『All for you』/応答せよ1997）
- 第4回Melon Music Awards ミュージックスタイル賞OST部門（『All For You』/応答せよ1997）
- 2013 SBS演技大賞 ニュースター賞（『その冬、風が吹く』）
- 第16回ソウル国際青少年映画祭 女性青少年演技賞（『トロットの恋人』）
- 2014 KBS演技大賞 人気賞（『トロットの恋人』）
- 2014 SBS MTV Best of the Best 最高のコラボ賞（『Break Up to Make Up』）
- 第8回Melon Music Awards ミュージックスタイル賞バラード部門女性（『空に願う』）
- tvN10アワード ベストキス賞（『応答せよ1997』）
- 第9回Melon Music Awards ベストフォークソングブルース賞（『あなたという春』）
- 2019 KBS芸能大賞 新人DJ賞（『チョン・ウンジの歌謡広場』）